# Thomas Almeida
Thomas Guimarães Almeida (São Paulo, 31 de julho de 1991) é um lutador brasileiro de artes marciais mistas, atualmente compete no peso-galo do Ultimate Fighting Championship. Ele também já foi Campeão Peso-Galo do MMASH e Campeão Peso-Galo do Legacy FC.

## Carreira no MMA

### Começo da carreira
Thomas fez sua estreia no MMA em maio de 2011 contra Jackson de Padua, que ele venceu por finalização. Ele a maioria de suas lutas em eventos regionais do Brasil, porém, alternando entre lutas no país natal e algumas disputadas pelo Legacy FC. Enquanto lutava no Brasil ele ganhou o Título Peso Galo do MMA Super Heroes e venceu os prêmios Osvaldo Paquetá de Lutador do Ano e Virada do Ano de 2013.

### Legacy Fighting Championship
Thomas fez sua estréia no Legacy contra Cody Williams em 16 de Novembro de 2012 no Legacy FC 15 e venceu por nocaute ainda no primeiro round. Ele ainda enfrentou o turco George Pacurariu no Legacy FC 26 e venceu por nocaute técnico.
Sua última aparição no Legacy foi contra o também brasileiro Caio Machado em 20 de Junho de 2014 no Legacy FC 32, pelo Título Peso Galo. Ele venceu a luta por nocaute no primeiro round, e se tornou assim o Campeão Peso Galo do Legacy FC.

### Ultimate Fighting Championship
No dia 24 de Junho de 2014, o UFC anunciou que Thomas havia assinado um contrato com a organização.
Sua estréia na promoção foi contra Tim Gorman em 8 de Novembro de 2014 no UFC Fight Night: Shogun vs. St. Preux. Ele venceu a luta por decisão unânime, essa foi sua primeira luta que foi a decisão dos jurados. Thomas foi premiado com a melhor luta da noite levando um bônus de U$50.000.
Thomas enfrentou o veterano Yves Jabouin em 25 de Abril de 2015 no UFC 186 e o derrotou por nocaute técnico no primeiro round.
Uma semana após derrotar Jabouin, Almeida foi colocado para enfrentar o retornante a categoria Brad Pickett em 11 de Julho de 2015 no UFC 189. Após ser derrotado no primeiro round, Thominhas virou a luta e acertou uma joelhada voadora no adversário aos 29 segundos do segundo round, nocauteando o adversário.
Thominhas enfrentou Anthony Birchak em 7 de Novembro de 2015 no UFC Fight Night: Belfort vs. Henderson III, vencendo o americano por nocaute, faltando pouco menos de 40 segundos para o final do primeiro round, com uma sequência de golpes que resultou em um cruzado de direita no queixo de seu adversário deixando-o inconsciente no octagon. Essa foi a quarta vitória consecutiva de Almeida dentro do UFC.
No dia 29 de maio de 2016, Thomas enfrentou o americano Cody Garbrandt no duelo principal do UFC Fight Night: Almeida vs. Garbrandt. Cody dominou completamente o primeiro round, nocauteando Thomas aos 2:53 do primeiro round.

## Títulos e feitos
- Ultimate Fighting Championship
  - Luta da Noite (1 vez) vs. Tim Gorman
  - Performance da Noite (3 vezes)

- Legacy Fighting Championship
  - Campeão Peso Galo do LFC (2014)

- MMA Super Heroes
  - Campeão Peso Galo do MMASH (2014)

- Premio Osvaldo Paquetá
  - 2013 Lutador do Ano
  - 2013 Virada do Ano vs. Valdines Silva

- MMAJunkie.com
  - 2014 Luta do mês, Novembro vs. Tim Gorman
  - 2015 Nocaute do mês, Julho vs. Brad Pickett

## Cartel no MMA
| Cartel no MMA   |             |            |
| 26 lutas        | 22 vitórias | 4 derrotas |
| Por nocaute     | 17          | 2          |
| Por finalização | 3           | 0          |
| Por decisão     | 2           | 2          |

| Res.    | Cartel | Oponente          | Método                                    | Evento                                        | Data       | Round | Tempo | Local                   | Notas                                |
| ------- | ------ | ----------------- | ----------------------------------------- | --------------------------------------------- | ---------- | ----- | ----- | ----------------------- | ------------------------------------ |
| Derrota | 22-5   | Sean O’Malley     | Nocaute (socos)                           | UFC 260: Miocic vs. Ngannou 2                 | 27/03/2021 | 3     | 3:52  | Las Vegas, Nevada       | Retorno aos Galos.                   |
| Derrota | 22-4   | Jonathan Martinez | Decisão (unânime)                         | UFC Fight Night: Ortega vs. The Korean Zombie | 17/10/2020 | 3     | 5:00  | Abu Dhabi               | Estreia nos Penas.                   |
| Derrota | 22-3   | Rob Font          | Nocaute Técnico (chute na cabeça e socos) | UFC 220: Miocic vs. Ngannou                   | 20/01/2018 | 2     | 2:24  | Boston, Massachusetts   |                                      |
| Derrota | 22-2   | Jimmie Rivera     | Decisão (unânime)                         | UFC on Fox: Weidman vs. Gastelum              | 22/07/2017 | 3     | 5:00  | Long Island, New York   |                                      |
| Vitória | 22-1   | Albert Morales    | Nocaute Técnico (socos)                   | UFC Fight Night: Nogueira vs. Bader II        | 19/11/2016 | 2     | 0:57  | São Paulo               | Performance da Noite.                |
| Derrota | 21-1   | Cody Garbrandt    | Nocaute (socos)                           | UFC Fight Night: Almeida vs. Garbrandt        | 29/05/2016 | 1     | 2:53  | Las Vegas, Nevada       |                                      |
| Vitória | 21-0   | Anthony Birchak   | Nocaute (socos)                           | UFC Fight Night: Belfort vs. Henderson III    | 07/11/2015 | 1     | 4:22  | São Paulo               | Performance da Noite.                |
| Vitória | 20-0   | Brad Pickett      | Nocaute (joelhada voadora)                | UFC 189: Mendes vs. McGregor                  | 11/07/2015 | 2     | 0:29  | Las Vegas, Nevada       | Performance da Noite.                |
| Vitória | 19-0   | Yves Jabouin      | Nocaute Técnico (socos)                   | UFC 186: Johnson vs. Horiguchi                | 25/04/2015 | 1     | 4:18  | Montreal, Quebec        | Performance da Noite.                |
| Vitória | 18-0   | Tim Gorman        | Decisão (unânime)                         | UFC Fight Night: Shogun vs. St. Preux         | 08/11/2014 | 3     | 5:00  | Uberlândia              | Estreia no UFC; Luta da Noite        |
| Vitória | 17-0   | Caio Machado      | Nocaute (soco no corpo)                   | Legacy FC 32                                  | 20/06/2014 | 1     | 4:17  | Bossier City, Louisiana | Ganhou o Título Peso Galo do Legacy. |
| Vitória | 16-0   | Vinicius Zani     | Nocaute Técnico (socos)                   | MMA Super Heroes 3                            | 30/03/2014 | 4     | 3:52  | São Paulo               | Ganhou o Título Peso Galo do MMASH.  |
| Vitória | 15-0   | George Pacurariu  | Nocaute Técnico (socos)                   | Legacy FC 26                                  | 06/12/2013 | 1     | 4:31  | San Antonio, Texas      |                                      |
| Vitória | 14-0   | Cemir Silva       | Nocaute Técnico (socos)                   | Standout Fighting Tournament                  | 20/09/2013 | 2     | 4:42  | São Paulo               |                                      |
| Vitória | 13-0   | Willidy Viana     | Nocaute Técnico (socos)                   | Alfenas Balada Fight 1                        | 09/08/2013 | 1     | 0:47  | São Paulo               |                                      |
| Vitória | 12-0   | Valdines Silva    | Nocaute (joelhada e socos)                | MMA Super Heroes 1                            | 13/07/2013 | 1     | 2:46  | Louveira                |                                      |
| Vitória | 11-0   | José Alexandre    | Nocaute Técnico (socos)                   | Bison FC 1                                    | 04/07/2013 | 1     | 3:18  | São Paulo               |                                      |
| Vitória | 10-0   | Gilmar Sales      | Nocaute Técnico (socos)                   | Fair Fight - MMA Edition                      | 16/12/2012 | 1     | 2:32  | São Paulo               |                                      |
| Vitória | 9-0    | Cody Williams     | Nocaute (cotovelada)                      | Legacy FC 15                                  | 16/11/2012 | 1     | 2:28  | Houston, Texas          |                                      |
| Vitória | 8-0    | Vander Correa     | Nocaute (soco)                            | Predador FC 22                                | 20/10/2012 | 1     | 2:21  | São José do Rio Preto   |                                      |
| Vitória | 7-0    | Michel Igenho     | Nocaute Técnico (socos)                   | Predador FC 21                                | 11/08/2012 | 1     | 3:02  | Campo Grande            |                                      |
| Vitória | 6-0    | Samuel Lima Brito | Finalização (guilhotina)                  | Gladiador Fight 3                             | 19/05/2012 | 1     | 1:32  | Araçatuba               |                                      |
| Vitória | 5-0    | Ivonei Pridonik   | Nocaute Técnico (socos)                   | Nitrix Champion Fight 11                      | 05/05/2012 | 1     | 1:21  | Joinville               |                                      |
| Vitória | 4-0    | Edmilson Atanasio | Nocaute Técnico (socos)                   | Union Combat 1                                | 04/04/2012 | 1     | 1:57  | São Paulo               |                                      |
| Vitória | 3-0    | Jorge Fernando    | Finalização (armlock)                     | Gold Fight Selection 3                        | 25/02/2012 | 1     | 0:48  | São Paulo               |                                      |
| Vitória | 2-0    | Danilo Molina     | Finalização (armlock)                     | Thai Fight 3                                  | 29/11/2011 | 1     | 2:15  | Taboão da Serra         |                                      |
| Vitória | 1-0    | Rafael Silva      | Decisão (unânime)                         | Campinas Fight 3                              | 24/09/2011 | 3     | 5:00  | São Paulo               |                                      |